# Економска школа „Стана Милановић” Шабац
Економска школа „Стана Милановић” једна је од средњих школа у Шапцу. Налази се у улици Масарикова 29.

## Историјат
Школа је почела са радом 13. августа 1947. Иницијативом Министарства трговине и снабдевања, а на основу Одлуке Владе Народне Републике Србије о отварању средњих стручних школа број 725, основана је у Шапцу Државна трговачка академија. По трогодишњем плану и програму почела је упис ученика у први разред 2. септембра 1947. Уписана су 104 ученика, двадесет и четири дечака и осамдесет девојчица од петнаест до двадесет година старости.
Уредбом о економским техникумима из 1949. године школа добија назив Економска средња школа, када постаје и четворогодишња. Почетком 1969—1970. трансформисана је у Школски центар за економско образовање. Школском центру припојен је други и трећи разред трговаца и угоститеља из Школе ученика у привреди. Године 1971—1972. у свом сатаву је имала четири школе: Економску школу, Комерцијалну школу, Школу за КВ раднике у трговини и Школу за КВ раднике у угоститљству. Почетком 1974—1975. регистрована је као Образовни центар за економске кадрове, а 1979. добија назив „Први мај”. Исте године се удружују са осталим средњим школама у Шапцу у Центар усмереног образовања „Душан Петровић Шане”.
Од почетка 1994. године Школа економско–правне струке „Први мај” мења назив у Економско–трговинска школа Шабац. На иницијативу Наставничког већа, 2017—2018. назив је промењен у данашњи. Школа броји око хиљаду ученика, који наставу похађају у две школске зграде. Стара зграда је задужбина Стане Милановић и налази се под заштитом државе. Данас образују редовне и ванредне ученике. Садрже образовне профиле четвртог степена: Економски техничар, Финансијско–рачуноводствени техничар, Пословни администратор, Комерцијалиста, Правно–пословни техничар, Кулинарски техничар и Туристички техничар и трећег степена: Трговац, Кувар, Посластичар и Конобар.